# Васильєв Тимофій Васильович

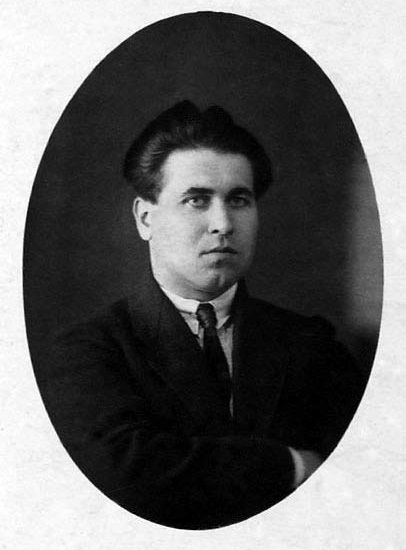
Тимофій Васильєв

Васильєв Тимофій Васильович (19 лютого 1897, с. Тавла Маріїнського повіту Томської губернії — 31 липня 1939, Москва) — мордовський (ерзянський) правник, засновник сучасної системи судочинства Мордовії, юрист-міжнародник, громадсько-політичний діяч. Учасник Жовтневої революції 1917 року.

## Біографічні дані
Народився в сім'ї ерзян-переселенців. З раннього віку працював на шахті. Через тягу до знань і грамоти, вроджену кмітливість місцевий мировий суддя взяв хлопчика на посаду писаря.
В роки Революції і Громадянської війни став першим радянським народним суддею в Омську, ним був організований перший Революційний трибунал в Омську і Тарі, невдовзі його обрали Головою Губернської Ради народних суддів. Коли Омськ в 1918 році зайняли колчаківці, суддя бере участь у партизанському русі, стає начальником штабу. З 1920 по 1923 роки Васильєв працював в Єнісейському губвідділі юстиції, потім командував батальйоном в Головній військово-політичній школі Далекосхідної Республіки.
з 1924 по 1928 рік навчався в Московському державному університеті на господарсько-правовому відділенні факультету радянського права.
У січні 1926 року призначений на посаду помічника прокурора Республіки Башкирія. Після повернення до столиці в 1927 році працює в Московській губернській колегії захисників.
З 5 грудня 1929 року Васильєва було включено до оргвідділу ВЦВК, працював в Інституті Радянського будівництва і права.

## Тимофій Васильєв і мордовське питання

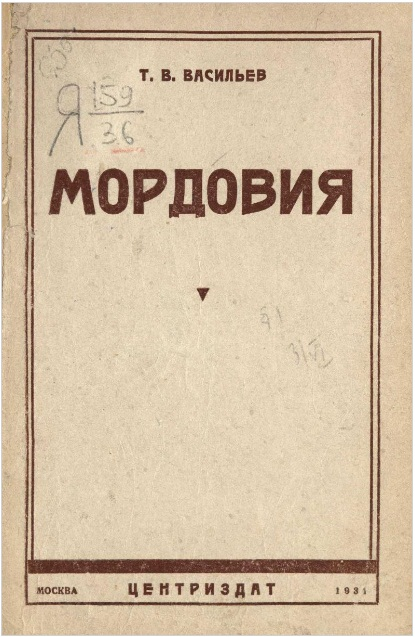
Обкладинка книги Васильєва

З ранніх літ Тимофій Васильєв ясно усвідомлював становище рідного народу, який страждав від великодержавного шовінізму. Мордва в дореволюційній Росії не мала ані натяку на власну національно-культурну автономію, територія проживання цього фіно-угорського народу була розділена між кількома губерніями. Не покращилася ситуація і в перші роки Радянської влади.
Під час навчання в Москві Васильєв брав активну участь у студентських гуртках мордовської молоді, став редактором газети «Якстере Теште» («червона зірка») — органу мордовської секції ЦК ВКП(б), був запрошений на роботу до відділу національностей ВЦВК інструктором. У 1924—1925 роках при особистому сприянні Васильєва були підготовлені проекти Мордовської автономії. Надмірне завзяття Васильєва у справі утворення автономії навіть були засуджені рішенням пленуму партколегії центральної контрольної комісії як «забігання наперед» та «партнестриманість». Серед місцевого чиновництва ідея автономії подекуди зустрічала глухий опір.
В 1928 році Тимофій Васильєв був призначений першим головою Мордовського окружного суду. За його участі в судових установах Мордовії проводилася коренізаційна політика — судочинство почати переводили на мову корінного етносу.
У 1931 році виходить книга Васильєва «Мордовія», підсумок його багаторічних роздумів, що не втратила актуальності й нині. Ця книга — своєрідне обґрунтування мордовської ідеї, безпрецедентне зібрання фактів про рідний для дослідника край: фізико-географічні умови, населення Мордовії, складні сторінки історії, господарське та культурне будівництво, відображення процесів коренізації у Мордовській автономії.

## Торговельне представництво
В 1931 році Васильєва було призначено першим головою Торговельного представництва СРСР у Великій Британії. При виключно несприятливих умовах міждержавного протистояння за активної участі юриста-міжнародника Тимофія Васильєва 16 лютого 1934 року вдалося підписати нову торгову угоду між СРСР і Великою Британією.
У Британії молодий радянський юрист здобув заслужений авторитет у середовищі правників та ділових кіл. Відомо про цікавий момент із юридичної практики Васильєва. Одного разу представник англійської фірми, не згодний з рішенням суду, заявив, що не можна визнавати серйозними і обґрунтованими рішення радянських юристів, якщо у в СРСР всі судді вийшли з шевців.
|  | «Так, вірно, - заявив у відповідь Васильєв, - я один з таких шевців. Я колишній коваль, який отримав потім освіту в Московському державному університеті. Зараз, щоб краще вивчити мову і право тієї країни, де мені довірено працювати, я став студентом Лондонського університету». |

Суддя визнав, що підстав сумніватися у компетенції Васильєва не було, той достойно представляв інтереси своєї країни.
Успіхом Васильєва можна вважати значне зниження (близько півтора мільйона фунтів) податкової виплати до британського бюджету від радянської торгівлі. За цю роботу Васильєв був представлений в листопаді 1937 року до спеціальної нагороди.

## Фабрикація справи Васильєва
Навіть перебуваючи в Англії, Васильєв не полишав участі у мордовській справі. Був заочно обраний членом ЦВК Мордовії, яку регулярно відвідував, повідомляв про неї в британській пресі.
Через свою промордовську позицію за Тимофієм Васильєвим починається пильне стеження співробітників НКВС. Положення Васильєва ускладнив арешт братів Анатолія та Володимира Рябових, рідних братів дружини Тимофія Васильовича. В листопаді 1937 року Васильєва з сім'єю було відізвано до СРСР, а 8 лютого 1938 року — арештовано. Йому було пред'явлено абсурдні звинувачення в дусі того часу: причетність до «Мордовського правотроцкістського буржуазно-націоналістичного терористичного блоку», підготовка до приєднання Мордовії до Фінляднії, робота на іноземні розвідки, підготовка замаху на Й. Сталіна. 31 липня 1939 року його було розстріляно.
Похований на Донському кладовищі Москви.
Посмертно реабілітовано 22 серпня 1956 року.

## Спадок Васильєва і сьогодення
- 2007 року в Саранську було перевидано книгу «Мордовія».
- У жовтні 2012 року в Мордовії відбулася Міжнародна науково-практична конференція, присвячена вшануванню пам'яті Т. В. Васильєва.
- В вересні 2014 року на юридичному факультеті Московського державного університету ім. Ломоносова відбулася презентація книги «Життя в боротьбі», присвяченої Тимофію Васильєву[3].